# Hereroa

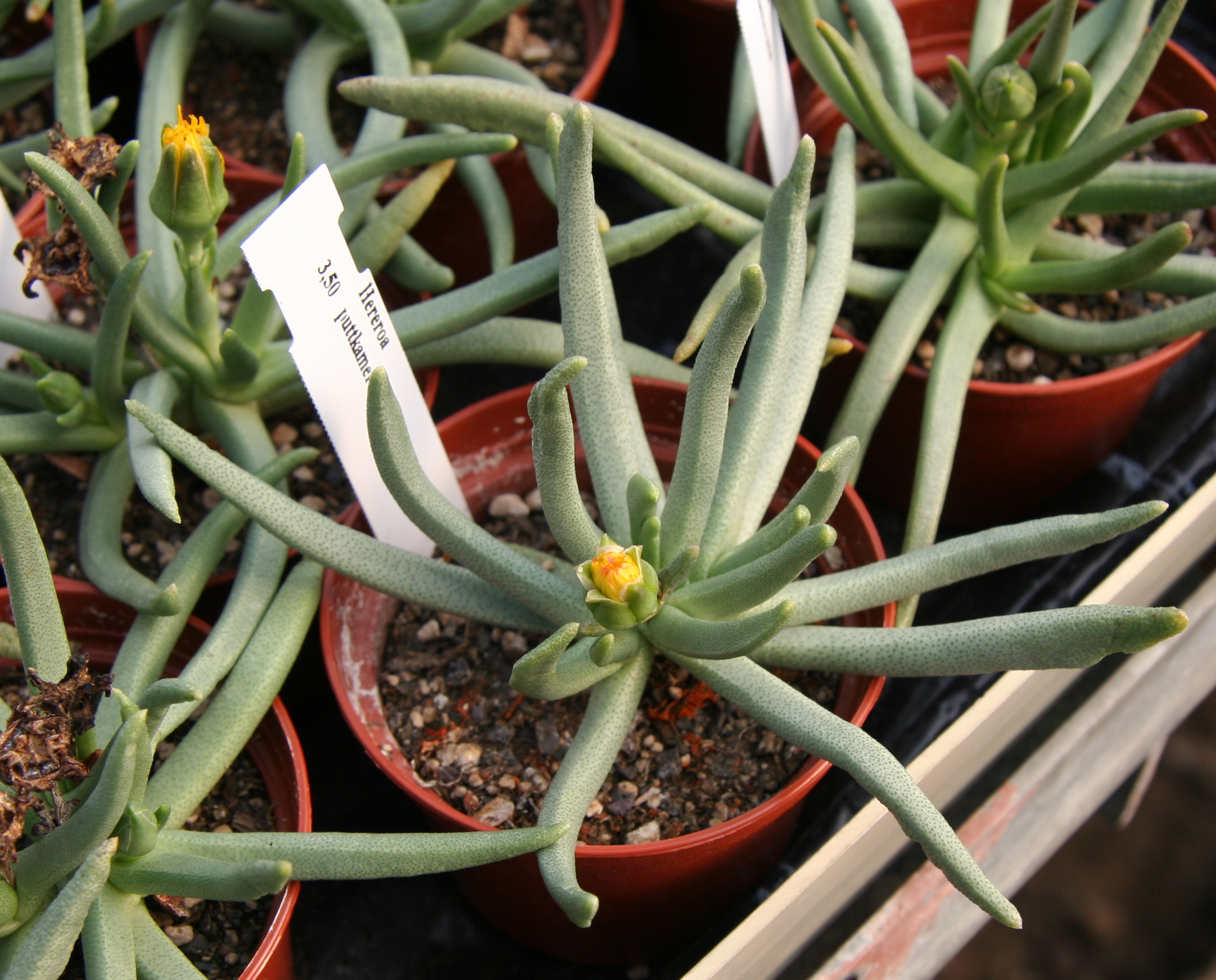
Hereroa puttkameriana

Hereroa ist eine Pflanzengattung aus der Familie der Mittagsblumengewächse (Aizoaceae). Der botanischen Name leitet sich vom Volk der in Namibia lebenden Herero ab.

## Beschreibung
Die Arten der Gattung Hereroa wachsen kompakt bis rasenförmig oder strauchig und erreichen Wuchshöhen von bis zu 20 Zentimeter oder selten mehr. Ihre Laubblätter sind leuchtend grün bis dunkelgrün, oft gräulich oder purpurn grün. Sie sind fast drehrund oder zusammengedrückt, entweder sichel- bis krummsäbelförmig oder in der oberen Hälfte krummsäbelig. Die behaarte Blattoberfläche ist mit dunklen Flecken bedeckt.
Die Blüten erscheinen in Zymen oder sind selten einzeln. Ihre Blütenstiele sind häufig länger als die Blätter. Es sind fünf ungleiche Kelchblätter vorhanden. Die Kronblätter sind goldgelb oder selten weiß. Filamentöse Staminodien sind nicht vorhanden. Der Fruchtknoten ist von fünf, meist sichelförmigen Nektarien umgeben. Die Blüten öffnen sich am Nachmittag oder Abend. Die Blütezeit liegt hauptsächlich im Sommer.
Die fünffächrigen, sehr selten sechsfächrigen Kapselfrüchte sind an ihrer kurzen Basis trichterförmig. Die Verschlusskörper sind klein oder fehlen. Die schmalen Flügelklappen besitzen verjüngte Spitzen und sind an ihrer Basis meist schmal. Die Früchte enthalten hellbraune Samen.

## Systematik und Verbreitung
Das Verbreitungsgebiet der Gattung Hereroa erstreckt sich von Lesotho, über ein Gebiet zwischen Keetmanshoop, Lüderitz und Warmbad in Namibia bis in die südafrikanischen Provinzen Ostkap, Freistaat, Gauteng, Nordkap, Nordwest und Westkap. Die Arten wachsen hauptsächlich in Gebieten, in denen der jährliche Niederschlag in erster Linie im März und November fällt.
Die Erstbeschreibung der Gattung als Bergeranthus subg. Hereroa durch Gustav Schwantes wurde 1926 veröffentlicht. Gemeinsam mit Kurt Dinter erhob er die Untergattung ein Jahr später in den Rang einer Gattung. Die Typusart ist Hereroa puttkameriana. Nach Heidrun Hartmann (2017) umfasst die Gattung Hereroa folgende Arten:
- Hereroa acuminata L.Bolus
- Hereroa aspera L.Bolus
- Hereroa brevifolia L.Bolus
- Hereroa calycina L.Bolus
- Hereroa carinans (Haw.) Dinter & Schwantes ex H.Jacobsen
- Hereroa concava L.Bolus
- Hereroa crassa L.Bolus
- Hereroa fimbriata L.Bolus
- Hereroa glenensis (N.E.Br.) L.Bolus
- Hereroa gracilis L.Bolus
- Hereroa granulata (N.E.Br.) Dinter & Schwantes
- Hereroa herrei Schwantes
- Hereroa hesperantha (Dinter & A.Berger) Dinter & Schwantes
- Hereroa incurva L.Bolus
- Hereroa joubertii L.Bolus
- Hereroa latipetala L.Bolus
- Hereroa muirii L.Bolus
- Hereroa nelii Schwantes
- Hereroa odorata (L.Bolus) L.Bolus
- Hereroa pallens L.Bolus
- Hereroa puttkameriana (Dinter & A.Berger) Dinter & Schwantes
- Hereroa rehneltiana (A.Berger) Dinter & Schwantes
- Hereroa stanfordiae L.Bolus
- Hereroa stenophylla L.Bolus
- Hereroa tenuifolia L.Bolus
- Hereroa teretifolia L.Bolus
- Hereroa willowmorensis L.Bolus
- Hereroa wilmaniae L.Bolus

## Nachweise